# Andrew Symonds
Andrew Symonds (ur. 9 czerwca 1975 w Birmingham, zm. 14 maja 2022) – australijski krykiecista. Utalentowany batsman znany z bardzo agresywnego stylu gry, potrafi także rzucać w stylu off spin i medium fast co czyni z niego dobrego gracza all-rounder.
Reprezentant Australii w meczach testowych i jednodniowych, powszechnie jednak uważany za specjalistę w meczach jednodniowych. Uważany za jednego z najlepszych, jeżeli nie najlepszego fieldera w historii krykieta.
Zginął 14 maja 2022 w wypadku drogowym.